# Kammergut Ettersburg
Das Kammergut Ettersburg liegt in Ettersburg. Sowohl die Schlossanlage als auch das Kammergut liegen auf einer einstigen Klosteranlage des Augustinerkonvents. Im Jahre 1525 mit der Säkularisierung wurde es in ein herzogliches Kammergut umgewandelt. Dem folgte der teilweise Verfall der Gebäude. Das Kammergut in Pacht erhielt Christian Martin Leopold Stark zum Ersatz für das Kammergut Tiefurt. 1905 bis 1907 ging das Kammergut in den Besitz des großherzoglichen Kronfiskus über. Eine Akte ist im Thüringischen Hauptstaatsarchiv Weimar vorhanden.
1921 gingen Schloss und Kammergut in den Besitz des Landes Thüringen über. In der Folge wurde ein Landeserziehungsheim eingerichtet, das beispielsweise Ausbildungsstätte von Wernher von Braun und Wolf Jobst Siedler war. Ettersburg gehörte zu den Hermann-Lietz-Schulen. Seit 1945 wurde das Gebäude wechselnd genutzt.
Nach Grundstückskauf, so der Stand 2019 will die Gemeinde das Gelände für Feuerwehr und Vereine besser nutzbar machen.